# Bellinzona (kanton)
Het kanton Bellinzona was een kanton ten tijde van de Helvetische Republiek. Het werd in 1798 gesticht, nadat de bevolking van Ticino met het motto „liberi e svizzeri“ tegen een aansluiting aan de Cisalpijnse Republiek van Napoleon en voor het beboud binnen het Eedgenootschap gevochten hadden. Het omvatte vier landvoogdijen, namelijk Laventina, Bieno, La Riviera en Bellinzona.
Na 5 jaar werden met de mediationsakte in 1803 de kantons van Bellinzona en Lugano verenigd onder de naam Ticino.
- Gemeinsame Normdatei: 1100320024
- Historisch woordenboek van Zwitserland: 008636